# Limavady United Football Club
Maillots
Dernière mise à jour : 23 août 2024.
Le Limavady United Football Club est un club nord-irlandais de football basé à Limavady.

## Historique
- 1876 : fondation du club